# Łożysko walcowe

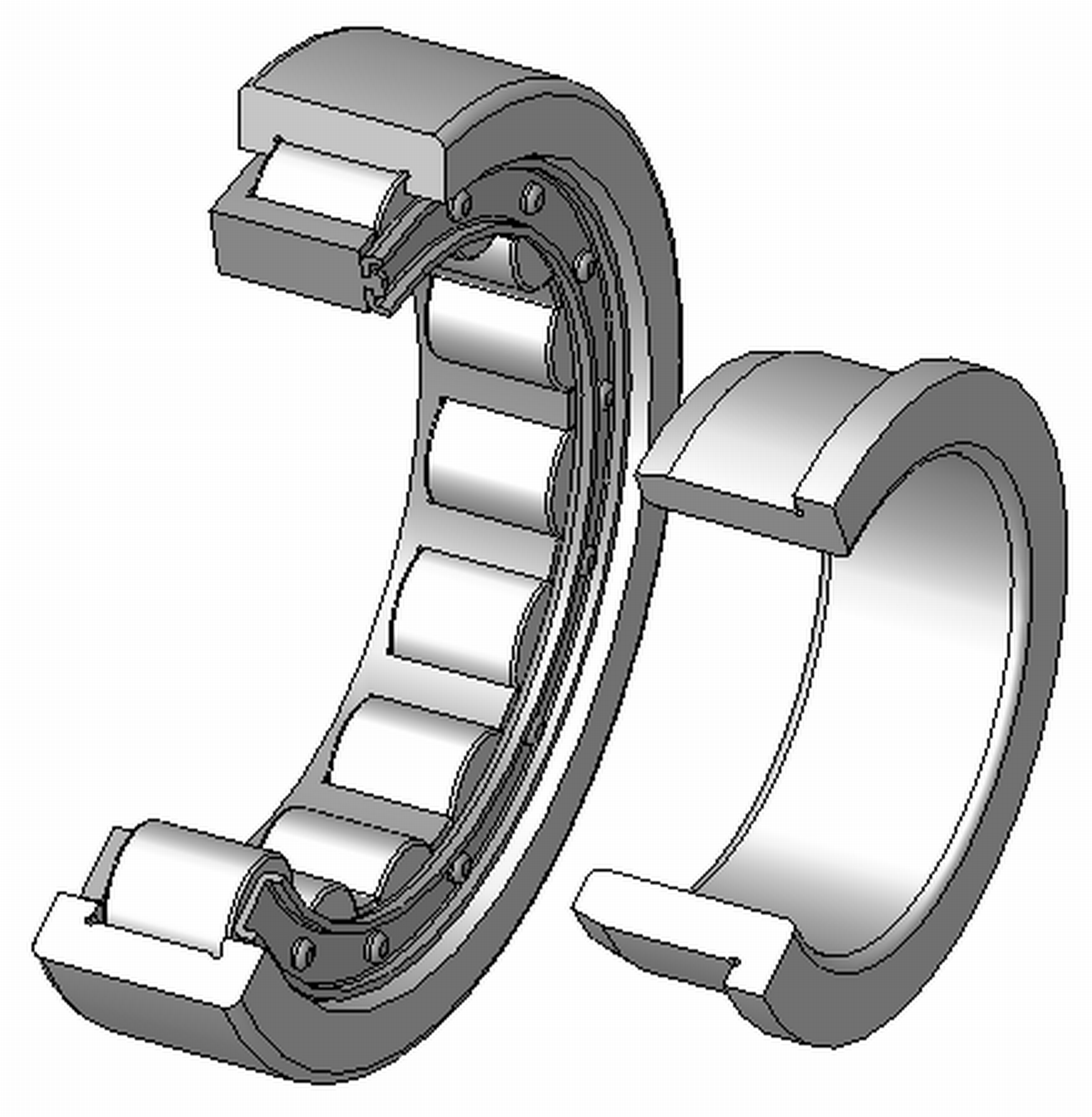
Przekrój przez jednorzędowe łożysko walcowe

Łożysko walcowe, łożysko wałeczkowe – łożysko toczne z elementami tocznymi w kształcie walca. Ma ono charakter rozłączny, to znaczy co najmniej jeden z pierścieni pozbawiony jest jednej bieżni, co umożliwia montaż i nieznaczne przemieszczenia względem oprawy w czasie pracy.
Łożyska walcowe dzięki liniowej powierzchni styku między wałeczkiem a bieżnią przenoszą znacznie większe obciążenia promieniowe niż inne typy łożysk (mają większą nośność). Są bardzo wrażliwe na niewspółosiowość wału i oprawy. Wyróżnia się łożyska walcowe typu N, NU, NJ, NUP. Typ N i NU nie może przenosić sił osiowych, natomiast NJ i NUP przenoszą do 5% maksymalnego obciążenia. Podobne właściwości mają łożyska dwurzędowe i wielorzędowe. Dzięki małej średnicy zewnętrznej, dużej nośności oraz sztywności stosuje się je do łożyskowania walcarek, czy wrzecion obrabiarek do metali. Przy odpowiedniej eksploatacji łożyska mogą pracować nawet 30 lat (na przykład w przekładniach walcarek). 